# Jarovit
Yarovit var en krigsgud inom slavisk mytologi.
Han omnämns som de polabiska slavernas krigsgud, med ett tempel i Wolgast.